# Kurt Franz (Autor)
Kurt Franz (* 14. März 1949 in Eibiswald) ist ein österreichischer Autor und schreibt in erster Linie Theaterstücke.

## Leben
Kurt Franz wuchs in Eibiswald auf und maturierte 1968 am musisch-pädagogischen Bundesrealgymnasium in Graz, anschließend belegte er ein Studium der Germanistik, Philosophie und Soziologie an der Universität Graz.
Danach lebte er als freiberuflicher Autor, Journalist, Theaterregisseur, Organisator von Kulturveranstaltungen und ist heute auch als astrologischer und anthroposophischer Berater bzw. Vortragender sowie Verleger tätig. 1977 wurde er Mitbegründer und Mitherausgeber des Sterz. Er beteiligte sich an Theatergründungen in Deutschlandsberg 1979 – „Dramatischer Club Sterz“ und in Eibiswald 1991 – „Theater im Lerchhaus“. Ab 1991 war er beim Aufbau des südweststeirischen Kulturzentrums „Lerchhaus“ in Eibiswald beteiligt. Franz ist bei der IG Autorinnen Autoren Mitglied sowie bei Österreichische Dramatikervereinigung.

## Werke
- „Obigfolln und auffigschnepft“, Jugendstück, UA 1979, Kalendarium Wies, Regie: Gerhard Kröll.
- „Monte Carlo“, Jugendstück, UA 1980, Landestheater Linz, Regie: Klaus Dieter Wilke.
- „Erfüllung“, Schauspiel, UA 1982, Theater in der Josefstadt mit gleichzeitiger Live-Übertragung durch den ORF, Regie: Gernot Friedel.
- „Buschenschank“, Volksstück, UA 1983, Dramatischer Club Sterz, Deutschlandsberg und Theater im Keller, Graz, Regie: Heinz Hartwig.
- „Herzweh“, Jugendstück, UA 1983, Theater für Vorarlberg, Bregenz, Regie: Klaus Dieter Wilke.
- „Judith“, Schauspiel, UA 1987, Ensemble Theater Klagenfurt, Regie: Martin Kušej.[1]
- „Erster April“, makabres Lustspiel, UA 1987, Burgtheater Gmünd, Kärnten, Regie: Heinz Miklautz.